# Барятинский, Иван Петрович
Иван Петрович Барятинский (Борятинский; 1615 — 1 июля 1701, Переславль-Залесский) — русский князь, дипломат, боярин, окольничий, воевода из рода Барятинских. Ктитор Данилова монастыря в городе Переславле, выстроил каменные здания монастыря. Постригся под именем старца Ефрема.
Сын князя и воеводы Петра Романовича Барятинского Беляй и княгини Анастасии.

## Биография
Пожалован в царские стольники (1636). Дневал и ночевал у гроба царевича Ивана Михайловича (29 января 1639), у гроба царевича Василия Михайловича (26 апреля 1639). На свадьбе царя Алексея Михайловича с Марией Ильиничной Милославской перед Государём "есть ставил" (26 января 1648). Воевода в Крапивне (1649). Сопровождал Государя в село Коломенское (30 декабря 1650), в Звенигород в Савинский монастырь (март 1651). Участвовал в Рижском походе в Царском полку (1656-1657). Послан Государём в Смоленск и Шклов к князю Юрию Алексеевичу Долгорукому с милостивым словом (1659). Был на съезде с шведскими послами, как посол, причём пользовался титулом — наместник рязанский, заключил со шведами мир и послан в Стокгольм полномочным послом, с подтвердительной грамотой (1661). Находился в Приказах денежного дела и Сыскных дел (1663). Оставался в Москве для сбережения во время поездки царя (январь 1663). Окольничий (1663-1668). Назначен в Новгородский полк, приказано собираться с ратными людьми на Великих Луках (июнь 1663). Служил в Ямском приказе, а затем велено быть судьёй Монастырского приказа (1665). Воевода в Якутске (1666-1671). На церемонии шествия Патриарха на ослятине, вёл осла за повод (1672). Назначен воеводой к наряду и отправлен из Москвы в Калугу (1673-1675). Участвовал на встрече и проводах кизилбашского посла (декабрь 1674).  Боярин (15 августа 1676). Воевода в Енисейске (1677-1680). Подписался на Соборном уложении об отмене местничества (12 января 1682). Начал присылать из Москвы вклады в Данилов монастырь. Пробыв на государственной службе до глубокой старости, в возрасте 82-х лет принял монашеский постриг в Даниловом монастыре с именем Ефрем (1697).
Скончался в возрасте 86 лет, был погребён в Даниловом монастыре на северной стороне настоятельских покоев у главного крыльца. На стене настоятельских покоев рядом с его скромной могилой была помещена надпись:

Стани здѣ, человѣче, ко гробу сему присмотрися, яко человѣкъ въ мѣстѣ семъ положися, рабъ Божій, вкладчикъ сея обители, схимонахъ Ефремъ, что въ мірѣ былъ бояринъ, князь Иванъ Петровичъ Барятинскій; житія его бысть всего 86 лѣтъ и 8 мѣсяцевъ, преставися въ лѣто 1701, месяца Iюля въ 1 день.
В 1715 году родственник князя Барятинского, старец Антоний, построил над гробом схимонаха Ефрема деревянную церковь во имя преподобного Евфимия. До наших дней церковь не сохранилась.
Был женат и имел детей, но все они умерли при его жизни.

## КтиторДанилова монастыря

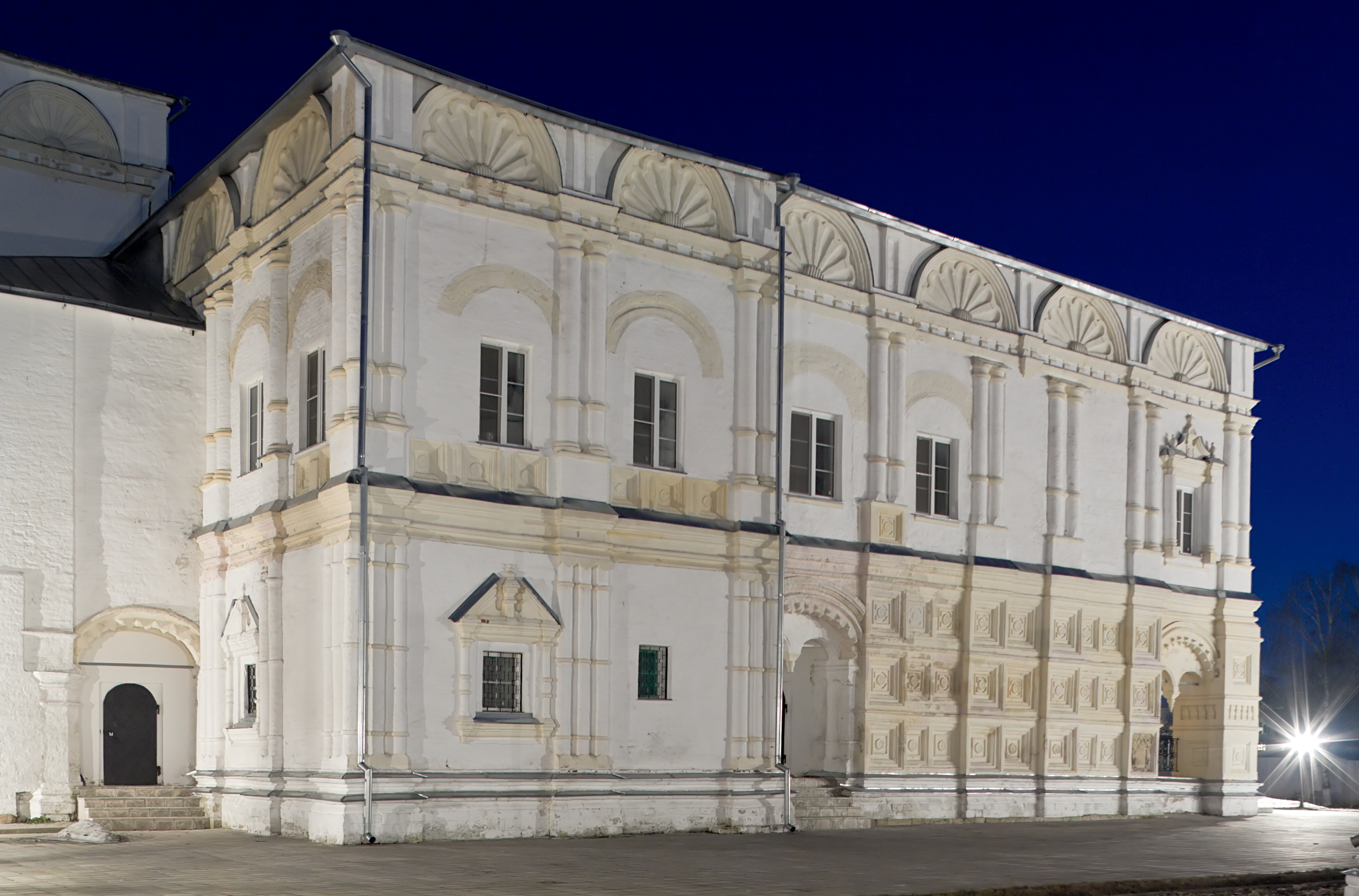
Настоятельские палаты Данилова монастыря, построенные на средства Ивана Барятинского, у их стены находится его захоронение

Вклады князя Ивана Барятинского в Данилов монастырь начинаются с 1688 года и кончаются его смертью. Что побудило его с этого именно года жертвовать в монастырь, с достоверностью определить нельзя. Первый вклад его, значащийся во вкладной монастырской книге (на строение церковной утвари 100 рублей), дан был им по родителях своих, и, вероятно, смерть родителей побудила его тогда жертвовать в обитель. Причины выбора для вкладов именно переславского Данилова монастыря неизвестны, возможно, это связано с началом почитания преподобного Даниила, мощи которого были открыты в 1653 году, в Переславле, рядом с которым были вотчины князя. Данилов монастырь отличался тогда бедностью, так как во время нашествия поляков и литовцев в 1665 году был выжжен, а храмы подверглись разорению.
Князь Иван Петрович может назваться возобновителем всего Данилова монастыря после разорения его поляками: все почти здания, которые существуют в монастыре, построены на его собственные деньги:
1. В 1689 году августа 15, построена им, по своей душе и сродниках своих в вечный помин, колокольня. Денег дано было на построение её 670 рублей.
2. В том же году слит был колокол в 575 пудов. Денег изошло 2510 рублей.
3. В 1695 году декабря 25, построена церковь во имя Похвалы Пресвятой Богородицы с трапезою и нынешними настоятельскими покоями. Денег изошло 11237 р., 38 коп.
4. В 1696 году было построено 12 палат каменных (ныне братские кельи), с двумя ледниками и двумя поварнями. Денег вышло на построение 2564 р., 33 к.
5. В 1700 году построена монастырская ограда со святыми в ней воротами. Денег вышло на построение 1261 р., 50 к.

Итого, на построение монастырских зданий, вышло денег всего 17243 р., 21 к.
Всего, по монастырской вкладной книге, пожертвовано князем Иваном Петровичем Барятинским в Данилов монастырь на 19230 р. 76 коп. Но в другой монастырской бумаге значится его пожертвований в Данилов монастырь на сумму 20399 рублей.